# دانا غولدبرغ
دانا غولدبرغ (بالعبرية: דנה גולדברג‏) هي مخرجة منفذة وكاتِبة ومخرجة وشاعرة إسرائيلية، ولدت في 1 مارس 1979.

## وصلات خارجية
- الموقع الرسمي
- دانا غولدبرغ على موقع IMDb (الإنجليزية)
- دانا غولدبرغ على موقع قاعدة بيانات الفيلم (الإنجليزية)
- دانا غولدبرغ على موقع كينوبويسك (الروسية)

لم يتم العثور على روابط لمواقع التواصل الاجتماعي.